# Maximilien Pastur
Pour les autres membres de la famille, voir Famille Pastur.
Maximilien Léon Charles Joseph Pastur, dit Max Pastur, né à Jodoigne (Belgique) le 15 septembre 1878 et mort à Prangins (Suisse) le 7 février 1930) est un notaire et un homme politique belge conservateur et catholique et un militant wallon.

## Biographie

### Famille
Membre de la famille Pastur, notaires à Jodoigne où il naît le 13 janvier 1845, il est le fils de Léon Pastur, notaire à Jodoigne, député (1884-1894) et sénateur (1894 à 1912) de Nivelles, et de Virginie de Brouckère (1852-1914).
Il épouse en 1905 Germaine Waucquez, fille du riche négociant en tissus Charles Waucquez et de Maria Idiers, dont il a trois enfants : Christiane (1906), Claire (1907) et Jacques (1911).

### Carrière
Docteur en droit de l'université catholique de Louvain, il reprend l'étude notarial de son père à Jodoigne où il début une carrière politique en 1911 en étant élu conseiller communal.
Il s'engage dans l'Armée belge quand éclate la Première Guerre mondiale et devient auditeur militaire.
Il est député de l'arrondissement de Bruxelles puis de l'arrondissement de Nivelles de 1912 à 1921 puis sénateur de l'arrondissement de Nivelles de 1921 à 1925. Il appartient au groupe conservateur et catholique de l'Assemblée et manifeste un engagement antiflamand très vif.
Conscient que les idées flamandes progressent, il participe au mouvement wallon et entre en 1919 à l'Assemblée wallonne. En 1913, il est l'un des premiers parlementaires à mettre en cause les directives du Parti catholique en matière linguistique. Il est réservé par rapport au Mouvement wallon qui peut sembler anticlérical, il est cependant signataire, avec Jules Destrée et Charles Magnette, du manifeste qui lance le périodique La Défense wallonne. Il se fait alors le porte-parole des revendications wallonnes tant dans son parti que dans les enceintes parlementaires. Il s'oppose au vote du Parlement belge en faveur du bilinguisme généralisé dans les administrations obtenu grâce à une majorité essentiellement flamande. Il lance un appel aux Wallons contre la flamandisation de l'université de Gand. Les milieux flamands protestent vigoureusement et exigent qu'il soit mis au ban du Parti catholique. Il hésite pour l'Assemblée wallonne, donne sa démission le 10 juin 1923 puis la reprend le 24 juin. Il est alors très proche de La Terre wallonne et la société des amis de cette revue, opposés au séparatisme et au bilinguisme en Wallonie, partisan du régionalisme. Il met en cause la manière dont le Boerenbond s'installe en Brabant wallon, soutenu en cela par le cardinal Mercier. Face aux critiques au sein de son propre parti concernant ses engagements wallons, il renonce à sa carrière parlementaire et redouble d'activité à l'Assemblée wallonne.
Il doit renoncer à toute action politique en 1929 pour raison de santé. Malade, il meurt le 7 février 1930 à Prangins où il est soigné.

## Décorations
- Commandeur de l’Ordre de Léopold
- Officier de l'Ordre de la Couronne
- Officier de la Légion d'honneur
- Membre d'honneur de l'Ordre de l'Empire britannique (MBE)